# Rimae Focas
Rimae Focas – grupa rowów  na powierzchni Księżyca o średnicy około 100 km. Znajduje się na obszarze Mare Orientale na współrzędnych selenograficznych ☾ 28,0°S 98,0°W/-28,000000 -98,000000. Nazwa tego systemu kanałów została nadana w 1985 roku przez Międzynarodową Unię Astronomiczną i pochodzi od pobliskiego krateru Focas.